# Policoro
Policoro est une commune de la province de Matera, dans la région Basilicate, en Italie.

## Géographie
La ville de plus de 15 000 habitants voit un taux de développement important avec plus de 14 % de nouveaux habitants chaque année, cela est dû au dépeuplement des petits villages alentour. Étant sur la côte ionienne, Policoro est très connue pour sa faune et flore. Site protégé par le WWF, des tortues marines viennent y déposer leurs œufs sur ses plages.
À proximité de la zone maritime, une forêt appelée il bosco Pantano abrite une flore caractéristique des climats méditerranéens humides, dits de « type pontique » du littoral ionien.

## Économie
La ville de Policoro est l'un des plus grands centres balnéaires de la région, avec des infrastructures touristiques pour les séjours estivaux et des structures d'hébergement ouvertes toute l'année. Parmi celles-ci un port-résidence semblable à celui de Port Grimaud en France.

## Culture
Le parc archéologique de la cité grecque antique d'Héraclée est très intéressant à visiter : il se situe derrière le Musée national de la Siritide qui abrite un patrimoine important d'objets et vestiges de la colonisation grecque. Dans les environs du musée on peut trouver le sanctuaire de Déméter et le temple archaïque dédié à Dionysos, datés du VIIe siècle avant notre ère.

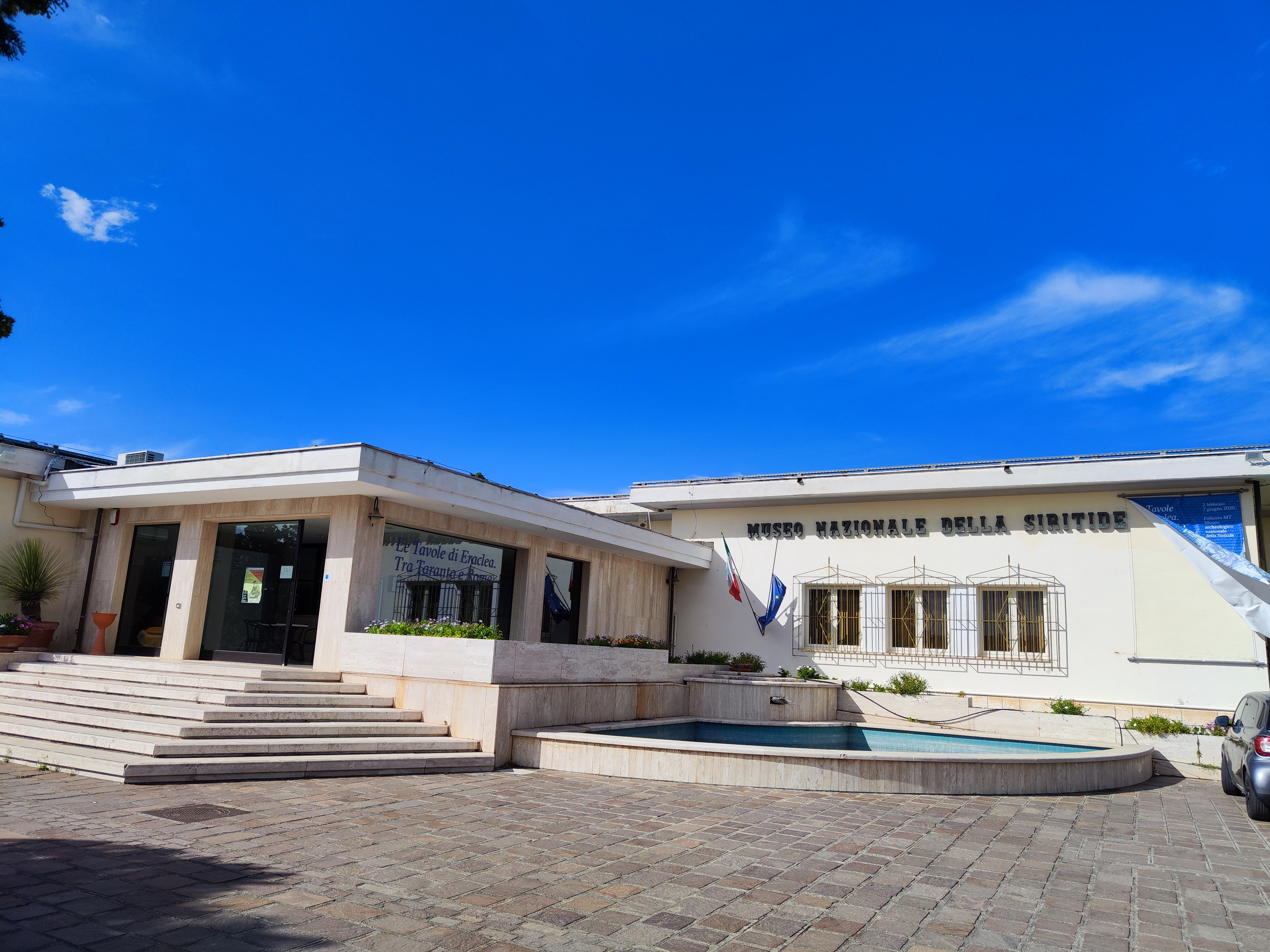
Le musée archéologique national de la Siritide.

## Histoire
Policoro est connue dans l'Antiquité sous le nom d'Héraclée de Lucanie, rendue célèbre par la bataille qui y opposa Pyrrhus Ier et les Tarentins aux Romains en 280 av. notre ère. Toutefois le nom actuel est plus récent et provient du grec italique médiéval poly-choroi signifiant « plusieurs villages ».

## Personnalités nées dans la ville
- Domenico Pozzovivo - cycliste.
- Simone Zaza - footballeur.

## Administration
| Période      | Période  | Identité      | Étiquette | Qualité |
| ------------ | -------- | ------------- | --------- | ------- |
| 22 juin 2022 | En cours | Enrico Bianco |           |         |

### Communes limitrophes
Rotondella, Scanzano Jonico, Tursi.